# Liste von Persönlichkeiten aus Mugena
Diese Liste enthält in Mugena geborene Persönlichkeiten und solche, die in Mugena ihren Wirkungskreis hatten, ohne dort geboren zu sein. Die Liste erhebt keinen Anspruch auf Vollständigkeit.

## Persönlichkeiten
(Sortierung nach Geburtsjahr)
- Pietro Rizzolo (* um 1530 in Mugena; † nach 1572 ebenda ?), Sohn des Giovanni, Baumeister[1]
- Giovan Martino Portogalli (* um 1650 in Mugena; † nach 1721 in Florenz ?), Stuckateur
- Bartolomeo Rizzoli (* um 1700 in Mugena; † nach 1738 in Viterbo ?), Baumeister[2]
- Giacomo Albertolli (* 1761 in Mugena; † 8. Januar 1805 in Mailand), aus Bedano, Architekt[3][4]

- Künstlerfamilie Mèrcoli. 

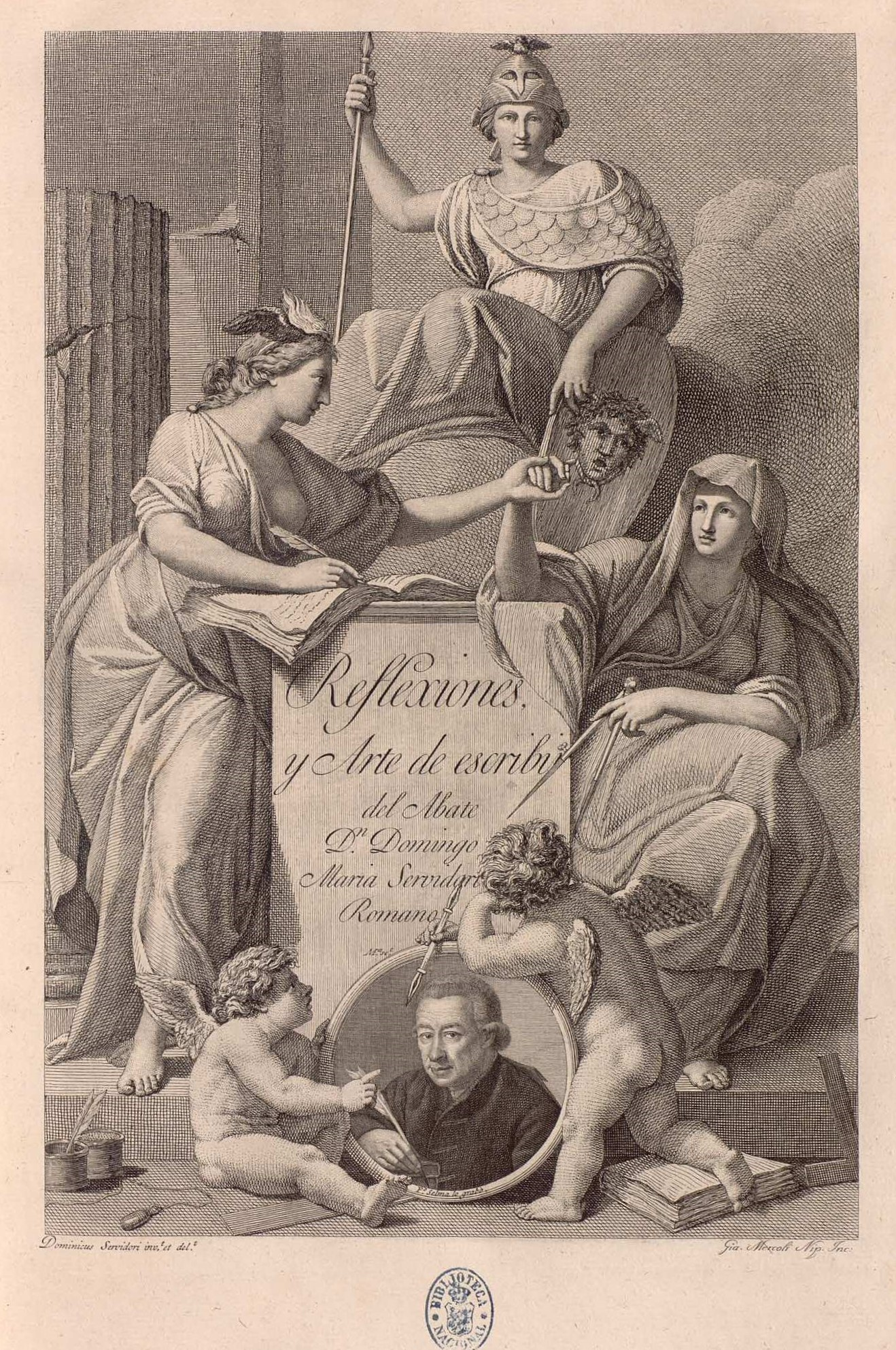
Giacomo Mercoli (der Jüngere): Reflexiones sobre la verdadera arte de escribir, Imprenta Real, Biblioteca Nacional de España, Madrid 1789.

  - Bernardino Mèrcoli (* 1682 in Mugena; † 1746 ebenda), Vater von Giacomo, Maler, Schüler des Angelo Massarotti in Cremona und des Carlo Maratta in Rom, er wirkte in Cremona und Lugano[5][6][7][8]
  - Giacomo Mèrcoli (il Vecchio) (* um 1715 in Mugena; † 1785 ebenda), Sohn des Bernardino, Stuckateur, Stecher (Jacobo Mercurus), Autor der Gravierung Amore e Psiche nach Guido Reni[9][6][10][11]
  - Giacomo Mèrcoli (der Jüngere) (* 1745 in Mugena; † 18. Oktober 1825 ebenda), Künstler, Graveur, Ornamente und architektonische Elemente. Am russischen Hof tätig. Enkel von Giacomo Mercoli I. und Vater von Michelangelo Mercoli. Bildhauer in Mailand in den Sälen des Justizgebäudes, als Kupferstecher wie sein Onkel Giacomo, in Mailand erhielt er Aufträge von Giocondo Albertolli und vom Architekten Giuseppe Piermarini[12][6][13][14]
  - Michelangelo Mèrcoli (* 1773 in Mugena; † 1802 in Mailand), Sohn des Giacomo (der Jüngere), Radierer, er schuf das Bild des Ersten Konsuls Napoleon Bonaparte[15] und radiert für den Architekten Giuseppe Piermarini die Projekte des Teatro alla Scala; als Stuckateur schuf den Apollo-Basrelief an der Fassade dieses Theaters.[6][16][17]

- Künstlerfamilie Insermini. [18]
  - Gian Domenico Insermini (* um 1725 in Mugena; † nach 1775 ebenda), Altarbildhauer, im Jahr 1745 schuf er die Stuckarbeiten für die Kapelle der Heiligen Katharina in der Pfarrkirche San Giorgio von Origlio und um die Mitte des 18. Jahrhunderts der Hochaltar der Pfarrkirche von Mugena[19][20]
  - Anselmo Insermini (* um 1805 in Mugena; † 1868 in Turin), Bauunternehmer in Piemont[21]
  - Luigi Insermini (* um 1820 in Mugena; † 1876 ebenda), Ingenieur, Strassenbauer in Ligurien, er baute die Strasse längs dem Fluss Scrivia, sowie die ihn überquerende grosse Brücke[22][23]

- Candido De Giorgi (* 1846 in Mugena; † 1906 in La Spezia), Ingenieur, Erbauer der Küstenstrasse von La Spezia, Miterbauer der Gotthardbahn under entwarf das Projekt der Drahtseilbahn des Monte San Salvatore in Lugano[24]